# ゴータ G.IV

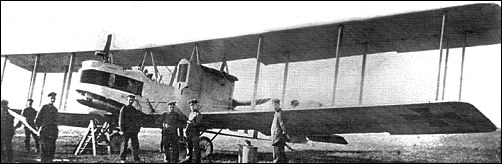
ゴータ G.IV

ゴータ G.IV（Gotha G.IV）は、ドイツ帝国のゴータ社によって製造された双発の重爆撃機。

## 概要
ゴータ爆撃機にはG.IからG.Vまでタイプがあり、このIVのタイプは後部座席の床と機体下面には穴が空いており、後部座席射手がその穴に旋回機銃を入れて機体の下方の射撃が可能な爆撃機である。第一次世界大戦中の1916年に初飛行しツェッペリン飛行船に代わり1917年にロンドンを初めて爆撃して以来ロンドン空襲に参加し、ロンドン市民を恐怖に陥れた。ロンドン空襲に参加したタイプ〝IV〟は機体が白く塗られていることから〝白いゴータ〟と呼ばれた。当初は、昼間爆撃だったがイギリスの戦闘機による反撃のために夜間爆撃に変更した。ゴータ G.IVは、戦闘による喪失よりも構造上の問題や夜間着陸の失敗などによる喪失の方が多かったとのこと。戦後はポーランド空軍で運用された。

## 要目
- 初飛行：1915年
- 乗員：3名
- 全長：11.86m
- 全幅：23.70m
- 重量：3640kg
- 出力：260hp
- 最高速度：139km/h
- 失速速度：64km/h
- 飛行時間：8時間
- 機銃：前方旋回機銃×1、後方旋回機銃×1
- 爆弾：16発（合計500kg）